# Tekanpur
Tekanpur (o Takenpur) è una suddivisione dell'India, classificata come census town, di 12.819 abitanti, situata nel distretto di Gwalior, nello stato federato del Madhya Pradesh. In base al numero di abitanti la città rientra nella classe IV (da 10.000 a 19.999 persone).

## Geografia fisica
La città è situata a 25° 58' 60 N e 78° 16' 0 E e ha un'altitudine di 189 m s.l.m..

## Società

### Evoluzione demografica
Al censimento del 2001 la popolazione di Tekanpur assommava a 12.819 persone, delle quali 8.527 maschi e 4.292 femmine. I bambini di età inferiore o uguale ai sei anni assommavano a 1.625, dei quali 871 maschi e 754 femmine. Infine, coloro che erano in grado di saper almeno leggere e scrivere erano 9.975, dei quali 7.402 maschi e 2.573 femmine.